# Sự khác biệt giữa chiến lược và chiến thuật
Chiến lược và chiến thuật là hai khái niệm khác nhau. Trong một thời gian dài các nhà quân sự đã cố gắng tìm cách định nghĩa chúng, và thảo luận về sự khác biệt giữa chúng.

## Khái quát
Chiến lược là một tập hợp các lựa chọn được sử dụng để đạt được mục tiêu tổng thể trong khi chiến thuật là những hành động cụ thể được sử dụng khi áp dụng những lựa chọn chiến lược đó. Nếu có chiến lược mà không có chiến thuật thì sẽ không biết hành động cụ thể ra sao. Nếu có chiến thuật nhưng không có chiến lược sẽ rối loạn vì không có phương hướng tổng thể dẫn đường.

## Quan hệ
Chiến thuật phục vụ và phụ thuộc vào chiến lược. Một trích dẫn từ học giả Trịnh Lực năm 1996: "Chiến lược và chiến thuật là mối quan hệ đối lập nhưng thống nhất, chiến lược là cơ sở để xây dựng chiến thuật, chiến thuật là đảm bảo để thực hiện chiến lược. Chiến lược được thực hiện dần dần thông qua chiến thuật, mối quan hệ giữa chiến lược và chiến thuật phản ánh mối quan hệ giữa toàn cục và cục bộ, lợi ích lâu dài và lợi ích trước mắt."

## Phân tích
Trong một tổ chức, chiến lược được quyết định bởi hội đồng quản trị cấp cao, và chiến thuật của các trưởng bộ phận được thực hiện bởi cán bộ cơ sở và nhân viên.
|                        | Chiến lược | Chiến thuật |
| ---------------------- | --- | --- |
| Mục đích               | Để xác định các mục tiêu rộng hơn rõ ràng thúc đẩy tổ chức tổng thể và tổ chức nguồn lực                                                                              | Sử dụng các nguồn lực cụ thể để đạt được các mục tiêu phụ hỗ trợ nhiệm vụ được xác định                                                                                    |
| Vai trò                | Cá nhân có ảnh hưởng đến nguồn lực trong tổ chức. Họ hiểu làm thế nào một tập hợp các chiến thuật làm việc cùng nhau để đạt được mục tiêu                             | Các lãnh đạo một bộ phận cụ thể điều động các nguồn lực hạn chế để chuyển thành các hành động nhằm đạt được một tập hợp các mục tiêu                                       |
| Trách nhiệm giải trình | Được tổ chức chịu trách nhiệm về năng lực tổng thể của tổ chức | Được tổ chức chịu trách nhiệm đối với các nguồn lực cụ thể được chỉ định                                                                                                   |
| Phạm vi                | Tất cả các nguồn lực trong các tổ chức, cũng như các điều kiện môi trường rộng lớn hơn bao gồm cả đối thủ cạnh tranh, khách hàng, nền kinh tế, đồng minh, quốc tế,... | Một tập hợp con các nguồn lực được sử dụng trong một kế hoạch hoặc quy trình. Chiến thuật thường là chiến thuật cụ thể với nguồn lực hạn chế để đạt được mục tiêu rộng hơn |
| Thời lượng             | Dài hạn, thay đổi không thường xuyên | Ngắn hạn, linh hoạt với điều kiện cụ thể |
| Phương pháp            | Sử dụng kinh nghiệm, nghiên cứu, phân tích, suy nghĩ, sau đó giao tiếp                                                                                                | Sử dụng trải nghiệm, phương pháp hay nhất, kế hoạch, quy trình và nhóm |
| Đầu ra                 | Tạo ra các mục tiêu tổ chức rõ ràng, kế hoạch, bản đồ, guidepost và các phép đo hiệu suất chính                                                                       | Sản xuất phân phối và đầu ra rõ ràng bằng cách sử dụng con người, công cụ, thời gian                                                                                       |

Trong việc thực thi kế hoạch, kết quả cuối cùng có thể không giống nhau. Đôi khi thành công về chiến lược nhưng thất bại về chiến thuật, hoặc ngược lại, thành công chiến thuật nhưng thất bại về chiến lược.

### Sách tiếng Anh
- Harry G. Summers (1981). On Strategy, The Vietnam War in Context. Strategic Studies Institute, US Army War College.
- Julian Lider (1985). British Military Thought After World War II. Gower. ISBN 9780566006388.
- Ralph Henry Gabriel (1927). The Pageant of America: The winning of freedom, by William Wood and R. H. Gabriel. Yale University Press.

### Sách tiếng Nga
- Efim Fedorovich Sulimov (1968). Основы научного коммунизма [Cơ sở của chủ nghĩa cộng sản khoa học]. Воениздат [Quân đội].

### Sách tiếng Trung
- 郑力 (Trịnh Lực) (1996). 中国监督学大辞典 [Trung Quốc giám đốc học đại từ điển]. 中国财政经济出版社 [Trung Quốc tài chính kinh tế xuất bản xã].

### Sách tiếng Việt
- Mary Albright, Clay Carr (2012). Cạm bẫy trong quản lý. First News.